# Yeomyeong-ui nundongja
Yeomyeong-ui nundongja (여명의 눈동자?, lett. Le pupille dell'alba; titolo internazionale Eyes of Dawn, conosciuto anche come Years of Upheaval) è una serie televisiva sudcoreana trasmessa su MBC TV dal 7 ottobre 1991 al 6 febbraio 1992, basata sull'omonima serie in dieci romanzi di Kim Seong-jong, pubblicata a partire dal 1981. La serie si sviluppa attraverso il dominio giapponese della Corea, la Seconda guerra mondiale e la liberazione, fino alla Guerra di Corea.
Con un budget di 7,2 miliardi di won, riprese oltremare in Cina e nelle Filippine, più di 270 attori e 21.000 comparse, Yeomyeong-ui nundongja fu uno dei primi drama ad essere girato completamente prima della messa in onda e una delle maggiori produzioni televisive coreane dell'epoca.

## Riconoscimenti
- MBC Drama Awards
  - 1991 – Premio alla massima eccellenza, attore a Choi Jae-sung
  - 1991 – Premio alla massima eccellenza, attrice a Chae Shi-ra
- Baeksang Arts Awards
  - 1992 – Premio tecnico a Jo Su-hyeon
  - 1992 – Attore più popolare (TV) a Park Sang-won
  - 1992 – Miglior attore (TV) a Choi Jae-sung
  - 1992 – Miglior attrice (TV) a Chae Shi-ra
  - 1992 – Miglior regista (TV) a Kim Jong-hak
  - 1992 – Miglior drama
  - 1992 – Gran premio (Daesang) per la televisione
- Korean Broadcasting Awards
  - 1992 – Miglior drama